# Zilverberg (Amsterdam)
De Zilverberg in Amsterdam-Noord (Buikslotermeer) was een studentenflat van de Universiteit van Amsterdam. De flat stond in de gelijknamige straat naast de IJdoornlaan, tegenover het winkelcentrum Boven 't Y. De bouw vond plaats tussen 1968 en 1970. Het ontwerp was van de architect Charles van Heelsbergen. Bij de opening in augustus 1970 telde de flat 646 woningen: 607 eenkamerwoningen, 38 gehuwdenwoningen en de woning van de huismeester. De eenkamerwoningen bestonden uit een kamer van 12 m², een natte cel (douche, toilet en wastafel) en een kleine hal met kastruimte. Eind augustus 1990 is de Zilverberg gesloopt.
De Zilverberg was het eerste grootschalige huisvestingsproject voor studenten in Nederland. Tot dit huisvestingsproject behoorde ook een studentenflat aan de nabijgelegen H. Cleyndertweg, die in 1972 is geopend. De exploitatie en het beheer van de gebouwen waren tot 1979 in handen van de universitaire Dienst Studentenhuisvesting (DSH). In 1979 nam de gemeentelijke Stichting Studentenhuisvesting Amsterdam (SSH-A) deze taken over. Na 1982 is de bewoning van de flat ook opengesteld voor niet-studenten.

## Gebouw
De Zilverberg had tien woonlagen. Met uitzondering van de begane grond bestond elke woonlaag uit drie afdelingen. De afdelingen aan de noord- en de zuidkant hadden ieder 22 woningen: twintig eenkamerwoningen en twee zogeheten gehuwdenwoningen (appartementen voor gehuwden en samenwonenden) aan het eind van de gang. Ook hadden deze afdelingen een grote gemeenschappelijke keuken direct bij de entree. Deze keuken bestond uit drie segmenten die om de liftkokers heen waren gebouwd: het achterste segment was de feitelijke keuken, de twee andere segmenten werden gebruikt als gemeenschappelijke woonkamer. De gehuwdenwoningen hadden een eigen keukenblok en sanitair. De gehuwdenwoningen aan de oostkant hadden een aparte slaapkamer.
In het oorspronkelijke ontwerp hadden de afdelingen in het middengedeelte 24 eenkamerwoningen en geen keuken. Wel was er een vertrek aan de zuidkant van de gang, dat bedoeld was als hobbyruimte voor de hele etage. Tijdens de bouw van de flat heeft men dit ontwerp herzien. Nog vóór de opening zijn de hobbyruimtes als keuken ingericht. Ten tijde van de opening is ook de eerste eenkamerwoning aan de andere kant van de middengang tot keuken verbouwd. Om te voorzien in de behoefte aan een gemeenschappelijke woonkamer, heeft de DSH aan het eind van de jaren zeventig op de middengangen een tweede eenkamerwoning aan de woonbestemming onttrokken.
Aan weerszijden van het middengedeelte waren de twee hoofdingangen en de liften van de flat. Verder waren er vier trappenhuizen: twee aan de oostzijde (naast de hoofdingangen) en twee aan de westzijde (aan de kopse kanten van het gebouw). In de entreehal aan de zuidzijde was het kantoor van de huismeester. Deze was in dienst van de DSH en had met zijn gezin een eigen woning in het pand.
In het middengedeelte op de begane grond bevonden zich aan de straatkant een studie- annex vergaderzaal en een grote algemene ruimte met een studentencafé. Aan de achterkant waren er diverse kleinere ruimtes die gebruikt werden als spreekkamer, muziekkamer en doka. Op het plantsoen achter het gebouw stonden de fietsenstalling van de flat en een kleuterschool. In de jaren tachtig verdween de kleuterschool en kwam er een sportschool in het gebouwtje. Naast de noordingang was een openbaar café dat particulier verhuurd werd.
Met de in 1969 door het Gemeentevervoerbedrijf ingestelde bus 33 en nachtbus 77 hadden de bewoners van de Zilverberg gedurende het hele etmaal een relatief snelle busverbinding met het Centraal Station.

## Bewonersvereniging
In de beginjaren van de flat waren er tien etagebeheerders, die een toezichthoudende rol hadden en de flat naar buiten vertegenwoordigden. Toen bleek dat dit niet goed werkte, is het toezicht kleinschaliger gemaakt: tussen 1972 en 1976 zijn er 29 afdelingsbeheerders in de plaats van de etagebeheerders gekomen. De beheerders waren studenten, die door de bewoners van hun wooneenheid werden gekozen. Zij kregen voor hun werk een vergoeding van de DSH, bij wie zij formeel in loondienst waren.
De studenten die op de flat woonden, waren verenigd in een bewonersvereniging. Het bestuur van deze vereniging werd gevormd door de afdelingsbeheerders. Deze kozen uit hun midden ieder jaar een dagelijks bestuur, dat verantwoordelijk was voor de externe contacten (met universiteit, politie en buurt), het beheer van de algemene ruimte en het studentencafé, de bemiddeling bij afdelingsoverschrijdende conflicten en dergelijke.
De studentencafés in de Zilverberg en de H. Cleyndertweg werden geëxploiteerd door de Stichting Algemene Ruimten (StAR). Deze stichting is in 1972 opgericht. Als zelfstandige rechtspersoon had zij de juridische bevoegdheid om contracten met brouwerijen en andere leveranciers af te sluiten. Op de Zilverberg zijn de StAR en de bewonersvereniging in 1976 opgegaan in de nieuw opgerichte Stichting Studentenhuis Zilverberg (SSZ).
De Noorderzon was het huisorgaan van de Zilverberg en de H. Cleyndertweg. Het blad had een onafhankelijke redactie en werd met wisselende frequentie onder de bewoners verspreid. De kosten van het door de universiteit gesubsidieerde blad werden voor een deel gedekt door advertenties en reclame van de plaatselijke middenstand.

## Imago en leefklimaat
De grootschalige opzet, de slechte kwaliteit van het gebouw en de ligging boven het IJ hebben de Zilverberg vanaf het begin een slechte naam bezorgd. Onder studenten is de flat dan ook nooit bijzonder populair geweest. Het uiterlijk van het gebouw, de massaliteit van de afdelingen, de locatie in een nieuwbouwwijk en de als groot ervaren afstand tot het centrum waren voor veel studenten een schrikbeeld. Door de kwalitatief slechte bouw kreeg de flat bovendien al snel te kampen met lekkages, verzakkingen en scheuren in de muren.
Het meest in trek was de Zilverberg bij eerstejaarsstudenten van buiten de stad. Zij konden er aan het begin van het studiejaar gemakkelijk een kamer krijgen, van waaruit zij dan rustig op zoek konden gaan naar betere huisvesting dichter bij het centrum. Het gevolg was, dat de flat ieder jaar in september nagenoeg vol zat en na januari weer voor een deel leegstroomde. De blijvers waren meestal studenten die het met hun afdeling hadden getroffen en die de reis naar het centrum niet bezwaarlijk vonden.

### Jaren zeventig
Wat het imago van de flat ook niet ten goede kwam, waren de verhalen die al snel de ronde deden over de criminaliteit in en rond het gebouw. Op de Zilverberg woonden vaak niet-studenten in onderhuur. Dit waren nogal eens gekende drugsdealers uit Amsterdam-Noord en de stad. Tevens was in de jaren zeventig het openbare café een tijd lang het trefpunt van bendes uit Amsterdam-Noord en omgeving. De caféruzies en de vechtpartijen die dat met zich meebracht, hebben diverse malen tot optreden van de politie geleid.
Op 17 juni 1974 heeft de politie de hele Zilverberg afgezet en doorzocht, omdat de daders van een bankoverval in het naburige winkelcentrum de flat in gerend zouden zijn. De zoekactie leverde niets op, maar werd wel breed uitgemeten in de landelijke pers. De overlast van niet-flatbewoners heeft er in datzelfde jaar toe geleid, dat de StAR het studentencafé heeft gesloten. Toen de DSH liet weten dat men de middelen niet had om op te treden tegen de onderhuur en de overlast van buitenaf, zijn de bewonersvereniging en de StAR in overleg getreden met de politie van het bureau Mosplein en met de Afdeling Bijzondere Wetten. In 1975 kon het studentencafé weer worden geopend, nadat het toelatingsbeleid was verscherpt. Er werd daarna ook een portier aangesteld.
Op initiatief van de bewonersvereniging zijn er halverwege de jaren zeventig diverse activiteiten ontplooid om het imago van de flat te verbeteren. Er werd contact gelegd met het Bureau Sociaal van de politie in Amsterdam-Noord. Er kwam een halfjaarlijkse klaverjaswedstrijd tegen de bewoners van het aan het Amerbos gelegen bejaardenhuis Korthagen. Er is meerdere keren een grote schaakwedstrijd gehouden tegen de Schaakclub Nieuwendam. Vanaf 1976 hebben diverse Zilverberg-teams gespeeld bij de voetbalvereniging IJ-Boys in Amsterdam-Noord.

### Jaren tachtig
In 1978 werd studentenhuisvesting overgeheveld van het Ministerie van Onderwijs naar het Ministerie van VROM. Daardoor werd studentenhuisvesting een onderdeel van jongerenhuisvesting. Een jaar later werd de DSH gereorganiseerd en omgedoopt tot Stichting Studentenhuisvesting Amsterdam (SSH-A). Een en ander had tot gevolg dat de huismeester verdween en de kengetallen hun intrede deden. Het beheer van de Zilverberg werd ondergebracht bij diverse woningcorporaties, die fors gingen bezuinigen op de sociale voorzieningen in de flat en op het onderhoud van het gebouw.
In 1982 bepaalde het ministerie dat studentenflats niet meer exclusief door studenten bewoond mochten worden. Dat leidde ertoe dat er een zeer heterogene groep mensen op de Zilverberg kwam te wonen, met alle sociale problemen van dien. Door de sociale problematiek, de bouwtechnische gebreken en de voortdurende dreiging van sloop kwam de flat in de jaren tachtig steeds meer leeg te staan. In het voorjaar van 1982 verschenen de eerste berichten in de pers over de bouwvalligheid en de mogelijke sloop van het gebouw. In de zomer van 1987 stond bijna twee derde van de kamers in de Zilverberg leeg.
Op 28 oktober 1987 kopte de De Noord-Amsterdammer: "Zilverberg ziet winter met angst tegemoet. Spookflat wacht op definitieve oplossing". Op dat moment had het imago van de Zilverberg al bijna mythische proporties gekregen. Volledig uit de lucht gegrepen verhalen over wapenhandel, prostitutie, verkrachtingen en zelfmoord waren in de loop der jaren de ronde gaan doen. Onder studenten elders in de stad had de Zilverberg zelfs de bijnaam Jumping Amsterdam gekregen.

## Sloop
De SSH-A leed in de jaren tachtig flinke verliezen op de exploitatie van de Zilverberg en had voortdurend conflicten met de bewoners over het achterstallige onderhoud. Na jarenlang getouwtrek over renovatie of sloop werd op 9 november 1987 de knoop doorgehakt: de wethouder voor Volkshuisvesting en de staatssecretaris van VROM lieten weten dat de Zilverberg "in principe" zou worden afgebroken. Ruim een week later stond echter alweer in de krant dat er mogelijk toch meerkamerwoningen in de flat zouden komen.
Op 11 november 1987 diende de SSH-A bij de gemeente een saneringsaanvraag in. De prognose was dat de stichting aan het eind van het jaar een negatief saldo van ƒ 19.295.000 zou hebben. In januari 1988 ging de financiële positie van de SSH-A zo snel achteruit, dat een faillissement dreigde. Op 27 januari 1988 werd in spoedoverleg met de staatssecretaris afgesproken dat de gemeente een derde en VROM twee derde van de verliezen op zich zou nemen. Op diezelfde dag diende het bestuur van de stichting zijn ontslag in.
Op 5 april 1988 werden bij de SSH-A drie bewindvoerders aangesteld om orde op zaken te stellen. In mei 1988 liep er nog een onderzoek van de stadsdeelraad Noord naar de mogelijkheden om de Zilverberg "na ingrijpende verbouwing te kunnen handhaven". Toen dat vanwege de constructie van het gebouw niet mogelijk bleek, is definitief tot sloop besloten. Eind augustus 1990 ging de Zilverberg tegen de vlakte. In oktober 1990 werden de laatste resten weggevoerd. Een half jaar later gaf de gemeenteraad zijn goedkeuring aan een "garantie voor de bouw van 142 woningen door Woningbouwvereniging ACOB op het terrein van de voormalige studentenflat Zilverberg". Het betrof het in 1993 voltooide appartementencomplex Hildsven – een seniorenflat.

## Trivia
- De schakers Jan Timman en Hans Böhm hebben in de eerste helft van de jaren zeventig enige tijd op de Zilverberg gewoond. Ook de schrijver Willem van Zadelhoff woonde hier midden jaren zeventig, evanals Guido van Rossum, later uitvinder van de programmeertaal Python.
- Pater Jan van Kilsdonk kwam in de jaren zeventig regelmatig op de Zilverberg voor zijn pastorale werk onder de studenten.
- André Pijlman, oud-voetballer van DWS, was in de jaren zeventig eigenaar van het café de Nieuwe Noord.
- Aan het eind van de jaren zeventig had de punkband Inside Nipples de Zilverberg als thuisbasis.
- Op 24 april 1972 raakte de toen 20-jarige Alwin Sterk vermist. Hij was laatst gezien bij de Zilverberg.[24]
- Van 1977 tot 1987 was de radiopiraat Radio Vrij Zilverberg (RVZ) in het gebouw gevestigd.
- De laatste jaren werd de flatgebouw gesierd met het opschrift Hunkerbunker
- Op de daklijst stond in de jaren '80: "We zijn niet boos, we zijn verdrietig"